# Амле
Амле (фр. Hamelet) насеље је и општина у североисточној Француској у региону Пикардија, у департману Сома која припада префектури Амјен.
По подацима из 2011. године у општини је живело 518 становника, а густина насељености је износила 87,35 становника/km². Општина се простире на површини од 5,93 km². Налази се на средњој надморској висини од 60 метара (максималној 107 m, а минималној 28 m).

## Демографија
| 1962. | 1968. | 1975. | 1982. | 1990. | 1999. | 2011. |
| ----- | ----- | ----- | ----- | ----- | ----- | ----- |
| 220   | 273   | 268   | 371   | 388   | 412   | 518   |

График промене броја становника у току последњих година